# Anneke Wills
Anneke Wills (nacida Anna Katarina Willys, 20 de octubre de 1941) es una actriz inglesa, más conocida por interpretar a la acompañante Polly en la longeva serie británica de ciencia ficción de la BBC Doctor Who.

## Biografía
Los padres de Wills, Alaric y Anna Willys, pensaban comprar una casa al Sur de Francia, pero sus planes quedaron frustrados por la Segunda Guerra Mundial. Las deudas económicas de Alaric forzaron a su mujer a encontrar trabajo mientras él se convertía en capitán del ejército británico y una figura ausente. Anna trabajó como acompañante de un aristócrata griego, un jardinero y un profesor, moviendo a Anneke y su hermano Robin por el país.

## Carrera
Wills consiguió su primer papel a los 12 años cuando vivía en una casa flotante en Bray, Berkshire. La película se titulaba Child's Play y el sueldo de 9 libras se lo dio a su madre. Decidió que quería convertirse en actriz y estudió arte dramático en la Arts Educational School y RADA en Londres y rápidamente se convirtió en una de las actrices más ocupadas de su generación. Entre los primeros papeles se incluyen una aparición como Roberta en la segunda versión de la serie de televisión The Railway Children en 1957.
A los 17 años empezó una relación con Anthony Newley mientras trabajaban en la serie de televisión The Strange World of Gurney Slade. Newley la dejó embarazada de su primer hijo, pero la dejó para casarse con Joan Collins. Durante los sesenta, Wills pasó gran parte de su tiempo en el famoso Troubadour Coffe Shop y en el Establishment, y fue parte del así llamado grupo de Chelsea, contando entre sus amigos íntimos a Peter Cooke y Dudley Moore, The Alberts, Sammy Davis Junior, Angela Douglas y Kenneth More, Mary Quant y Sarah Miles entre otros.
Wills se casó con el actor Michael Gough en 1962, pero la infidelidad de este y su naturaleza posesiva llevaron al fin de su matrimonio, divorciándose en 1979. En 1966 consiguió el papel de Polly en Doctor Who y apareció en el programa hasta 1967 junto a William Hartnell primero y Patrick Troughton después. Otros créditos televisivos incluyen apariciones en Los vengadores y como Evelyn en Strange Report. Dejó esta última cuando planeó iniciar una carrera en Hollywood.

## Vida personal
En 1970, Wills dejó la interpretación y se mudó a Norfolk, dedicándose a la maternidad y al trabajo de jardinera. Durante este tiempo viajó a Vietnam y Laos, y pasó tiempo en Poona, India, en el ashram de Bhagwan Shree Rajneesh. Ella, conocida como Ma Prem Anita, y su hijo Jasper (Swami Dhyan Yogi) visitaron el ashram muchas veces en los años 1970 y a principios de los años 1980.
Se volvió a casar dos veces y vivió en California y en una colonia de artistas en Hornby Island en Canadá, regresando al Reino Unido a mediados de los noventa. Aún está involucrada en el mundo de Doctor Who, asistiendo a convenciones y siendo contratada por la BBC y Big Finish Productions para grabar varios trabajos relacionados con proyectos de audio y de DVD.
En 2007 publicó el primer volumen de su autobiografía, Self Portrait, por Hirst Book, y el segundo volumen, Naked, le siguió en 2009. El 17 de marzo de 2011, su exmarido, Michael Gough, murió tras una corta enfermedad. El último libro de Wills, Anneke Wills - In Focus, se publicó en mayo de 2012 por Fantom Films.